# توين إنجين
شركة توين أنجين (باليابانية: 株式会社ツインエンジン) هي شركة إنتاج للأنمي يابانية. تأسست الشركة في 1 أكتوبر 2014 من قبل كوجي ياماموتو (محرر سابق في تلفزيون فوجي). يقع المقر الرئيسي للشركة في حي شينجوكو في طوكيو.

## روابط خارجية
الموقع الرسمي